# Carapa littoralis
Carapa littoralis är en tvåhjärtbladig växtart som beskrevs av Kenfack. Carapa littoralis ingår i släktet Carapa och familjen Meliaceae. Inga underarter finns listade i Catalogue of Life.